# Krzysztof Szczawiński
Krzysztof Szczawiński (ur. 29 maja 1979 w Nowym Mieście Lubawskim) – polski kolarz szosowy.

## Sukcesy

### 2004
- Tour de Colline de Chianti Val d'Elsa – 1. miejsce.

### 2005
- Tour du Latium – 3. miejsce
- Memorial Cimurri Gran Premio Bioera – 4. miejsce
- Coppa Sabatini – 5. miejsce
- Grand Prix de Prato – 5. miejsce
- Tour de Toscaine – 6. miejsce

### 2006
- Grand Prix de la cote des Etrusques – 5. miejsce
- Tour de Toscane – 5. miejsce
- Coppa Bernocchi – 6. miejsce
- Grand Prix de Prato – 5. miejsce

### 2007
- Mistrzostwa Polski ze startu wspólnego – 4. miejsce
- Grand Prix de la cote des Etrusques – 7. miejsce
- Giro del Mendrisiotto – 7. miejsce
- Route du Sud – zwycięstwo etapowe (Castres – Narbonne)
- Tour de Bulgarie – zwycięstwo etapowe (Stara Zagora – Kazanluk)

### 2008
- GP Beghelli, Monteveglio – 10. miejsce

### 2009
- GP Costa degli Etruschi, Donoratico – 8. miejsce
- GP Kranj – 10. miejsce
- GP Beghelli, Monteveglio – 7. miejsce